# Alchemilla alpinula
Alchemilla alpinula är en rosväxtart som beskrevs av S.E.Fröhner. Alchemilla alpinula ingår i släktet daggkåpor, och familjen rosväxter. Inga underarter finns listade i Catalogue of Life.